# 에드몽 파리
에드몽 파리(Edmond Paris, 1894년 1월 25일 - 1970)는 프랑스의 작가이자 역사가이다. 《예수회의 비밀역사》를 썼다. 그는 '유럽을 공격한 바티칸', '개종이냐 죽음이냐', '1941-1945, 크로아티아 위성국에서의 학살'등의 작품을 썼다.

## 생애
그는 프랑스 파리의 로마 가톨릭 인문학자의 가정에서 태어났다. 그의 가톨릭적 종교적 배경 때문에 그는 철학, 종교, 및 사회적인 문제에 아주 많은 관심을 가지게 되었다.
그는 소르본느 대학을 졸업하고 로마, 살라망카, 제네바, 몬트리올 등 세계의 다양한 부분에 자신의 연구를 완성했다. 그는 세계 각국을 넓게 여행하며 그가 실제로 본 것과 배운 것을 비교하여 얻은 진실과의 접촉으로 독실한 믿음을 갇게 되었다.
작가 필립 코헨(Philip J. Cohen)에 따르면 파리는 맹렬한 반 가톨릭 저작들의 저자이다.

## 같이 보기
아돌프 히틀러의 종교관

## 저서
- 예수회의 비밀역사
- 1941-1945 크로아티아 위성국에서의 학살
- 유럽을 조종하는 바티칸
- 개종이냐 죽음이냐
- The Vatican against Europe
- Les mysteres de Lourdes, La Salette, Fatima